# Filippo Spinola (1596-1659)
Pour les articles homonymes, voir Spinola.
Filippo Spinola, 2e marquis de Los Balbases, né en 1594 à Gênes (Italie) et mort à Madrid (royaume d'Espagne) le 8 août 1659, est un aristocrate et militaire espagnol du XVIIe siècle. Grand d'Espagne, duc de San Severino, chevalier de l'Ordre de la Toison d'or, général de l'armée espagnole et Président du Conseil de Flandre. 
Il est le fils d'Ambrogio Spinola, 1er marquis de Los Balbases, (1569 à Gènes - 25 septembre 1630), 1er duc de Sesto, (titre octroyé à Naples le 2 avril 1612), Grand d'Espagne le 17 décembre 1621 avec son marquisat, vainqueur de Breda en 1623, gouverneur du Milanais, et chevalier de la Toison d'or; et de sa femme Giovanetta Bacciadone y Doria, (1597–1615).
Filippo épouse Gironima Doria, de cette union naissent 5 garçons et une fille, qui entrera dans les ordres. Ses deux premiers fils meurent pendant leur enfance, le troisième - Paolo Vincenzo Spínola, 3e marquis de Los Balbases (Milan, après février 1628 - Madrid, 23 décembre 1699) hérite de ses titres.

## Source
- (en) Cet article est partiellement ou en totalité issu de l’article de Wikipédia en anglais intitulé « Filippo Spinola, 2nd Marquis of the Balbases » (voir la liste des auteurs).